# Бандитките на Оушън
„Бандитките на Оушън“ (на английски: Ocean's 8) е американска екшън комедия от 2018 година на режисьора Гари Рос по сценарий на Рос и Оливия Милч. Филмът следва трилогията „Бандата на Оушън“ на Стивън Содърбърг. Във филма участват Сандра Бълок, Кейт Бланшет, Ан Хатауей, Минди Калинг, Сара Полсън, Акуафина, Риана и Хелена Бонам Картър.
Премиерата на филма е на 8 юни 2018 г. от Уорнър Брос Пикчърс в Съединените щати, единайсет години от излизането на „Бандата на Оушън 3“. Приходите му са 297 милиона долара в световен мащаб.

## В България
В България филмът е пуснат по кината на 15 юни 2018 г. от „Александра Филмс“.
През 2019 г. е издаден на DVD и блу рей от „Про Филмс“.
На 12 юли 2021 г. е излъчен по Би Ти Ви Синема с български дублаж за телевизията. Дублажът е войсоувър в студио „Ви Ем Ес“. Екипът се състои от:
| Озвучаващи артисти  | Елисавета Господинова Ани Василева Петя Абаджиева Мими Йорданова Момчил Степанов |
| Преводач            | Яна Кецкерова                                                                    |
| Тонрежисьор         | Сибин Златарев                                                                   |
| Режисьор на дублажа | Веселина Стоилова                                                                |